# ET Fuel Company
ET Fuel Company (раніше TUFCO) — трубопровідна система в Техасі, що забезпечує транспортування ресурсу між рядом газових хабів на заході та сході штату.
Складається із кількох основних частин:
- гілка широтного спрямування від хабу Ваха (Пермський нафтогазоносний басейн) у північно-східну частину штату;
- гілка меридіонального спрямування з північного сходу Техасу (сланцева формація Барнетт в басейнах Bend Arch та Fort Worth, а також пісковикова формація з малою проникністю Bossier Sand) до району газового хабу Katy біля Х'юстона;
- мережа газопроводів на північному сході (Східно-Техаський басейн), сполучена з двома згаданими вище гілками та опосередковано (через газопроводи інших компаній) із хабом Carthage.

Загальна довжина трубопроводів системи біля 2000 миль, пропускна здатність понад 13 млрд м3 на рік. У складі системи діють два підземні сховища газу активною ємністю 0,4 млрд м3.